# Urbanización en Indonesia
La urbanización en Indonesia ha aumentado enormemente después del rápido desarrollo del país en los años 70. Desde entonces, Indonesia se ha enfrentado a una alta tasa de urbanización impulsada por la migración del campo a la ciudad. En 1950, el 15% de la población de Indonesia vivía en zonas urbanas. En 1990, 40 años después, ese número se había duplicado al 30%. Indonesia tardó solo 20 años en aumentar la población urbana al 44%, como se informó en 2010. La Oficina Central de Estadísticas (BPS) informó que la densidad de población promedio de Yakarta, la capital, llegó a más de 14 400 personas por kilómetro cuadrado. El BPS también predijo que la población de Yakarta alcanzaría las 11 millones de personas en 2020, a menos que se tomen medidas para controlar la población.

## Efectos socioeconómicos
En comparación con la alta intensidad de la migración del campo a la ciudad, la mayoría de los gobiernos locales de cada provincia son necesarios para satisfacer la creciente demanda de servicios e infraestructura en términos de vivienda, transporte y empleo. Cuando estas demandas crecen a un ritmo más rápido que la disponibilidad de infraestructura, se observa un «dualismo socioeconómico» dentro de la sociedad urbana de Indonesia. El dualismo socioeconómico retrata la modernidad y la sociedad «kampung» (aldea) que coexisten en las zonas urbanas. En Java Central, hay un 14,1% o 2 092 500 personas cuyos ingresos están por debajo del umbral de pobreza. En West Nusa Tenggara, se informa que el número de personas pobres es del 23,7% de la población urbana total. Tommy Firman sostiene que este dualismo socioeconómico retrata la segregación espacial y la desigualdad socioeconómica. Según Theil Index T, la desigualdad en las ciudades urbanas de Indonesia aumentó de 0,25 a 0,33 en el período 1999-2002. Sin trabajo disponible que satisfaga las necesidades de los migrantes rurales-urbanos, la segregación de ingresos entre ricos y pobres en la población de las zonas urbanas empeorará. Esto potencialmente conduce a fricciones sociales, tensiones políticas y discriminación en áreas como la educación y la salud. Sin una gestión adecuada y sin la adopción de medidas, la afluencia o migración continua del campo a la ciudad puede representar una grave amenaza para la infraestructura en las ciudades urbanas. En términos de transporte, por ejemplo, la crisis del tráfico le cuesta a Yakarta 1.400 millones de dólares al año debido a la congestión del tráfico y el transporte público..